# Geologia amateur

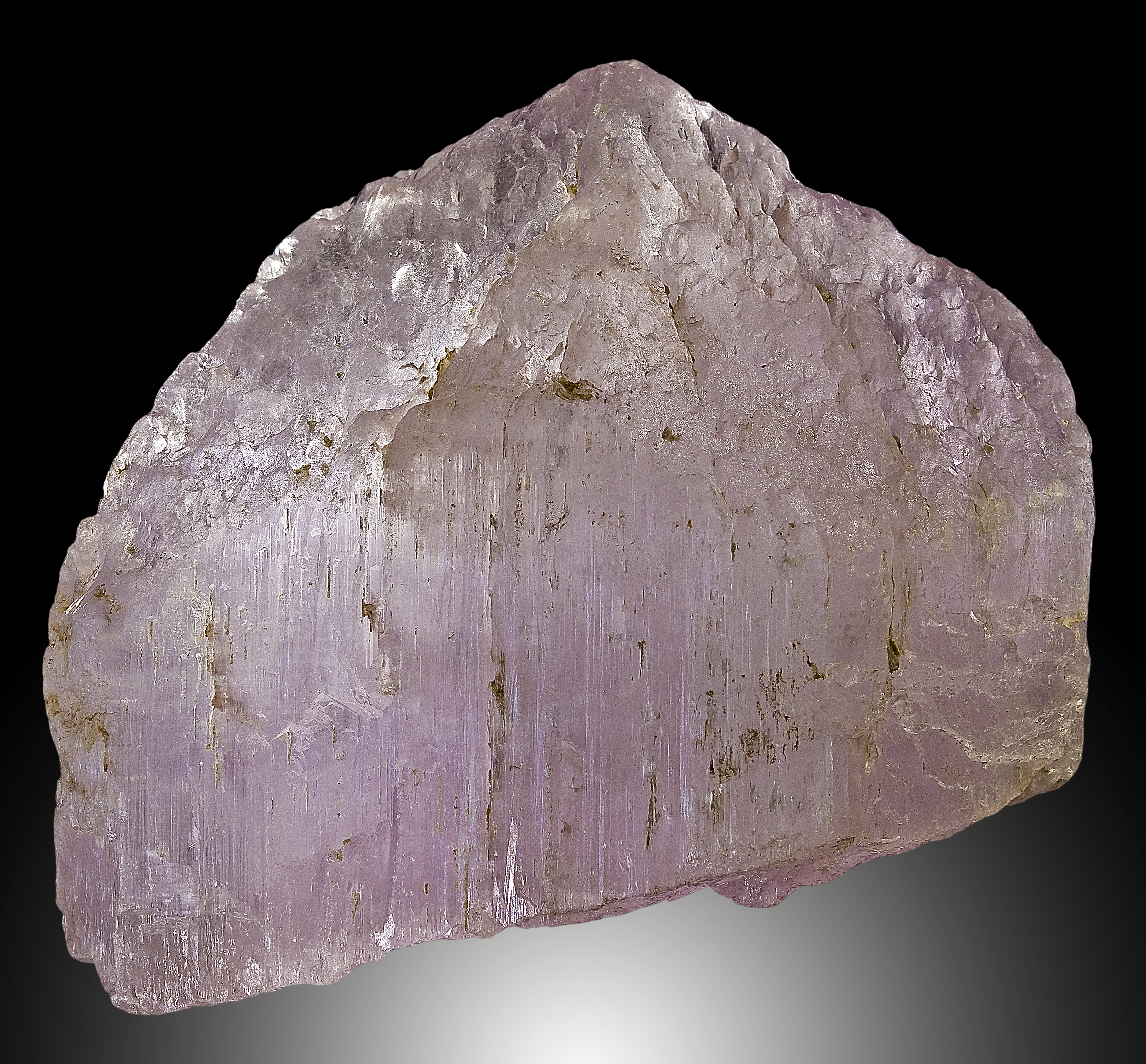
Kunzite de l'Afganistan, que va rebre el seu nom en honor a George Frederick Kunz

La geologia amateur o col·leccionisme de roques (també anomenada rockhounding als Estats Units i Canadà) és l'estudi i l'afició no professional comcol·leccionisme de roques i minerals o exemplars fòssils del medi natural. A Austràlia, Nova Zelanda i Cornualla, les activitats dels geòlegs aficionats s'anomenen fossing. Els primers geòlegs aficionats van ser buscadors de minerals i pedres precioses amb finalitats comercials. Finalment, però, més gent s'ha vist atreta per la geologia amateur amb finalitats recreatives, principalment per la bellesa que proporcionen les roques i els minerals.

## Accessibilitat
Una de les raons de l'augment de la popularitat de la geologia amateur és que una col·lecció pot començar simplement agafant una roca. També hi ha molts clubs i col·lectius que busquen exemplars i els comparen per grups per afició. La informació sobre on trobar aquests grups es pot trobar a les biblioteques, llibreries i "espectacles de joies i minerals". Els centres d'informació turística i les cambres de comerç de les petites ciutats també poden proporcionar informació local valuosa. Internet també pot ser una eina de cerca útil ja que pot ajudar a trobar altres geòlegs aficionats.

## Eines

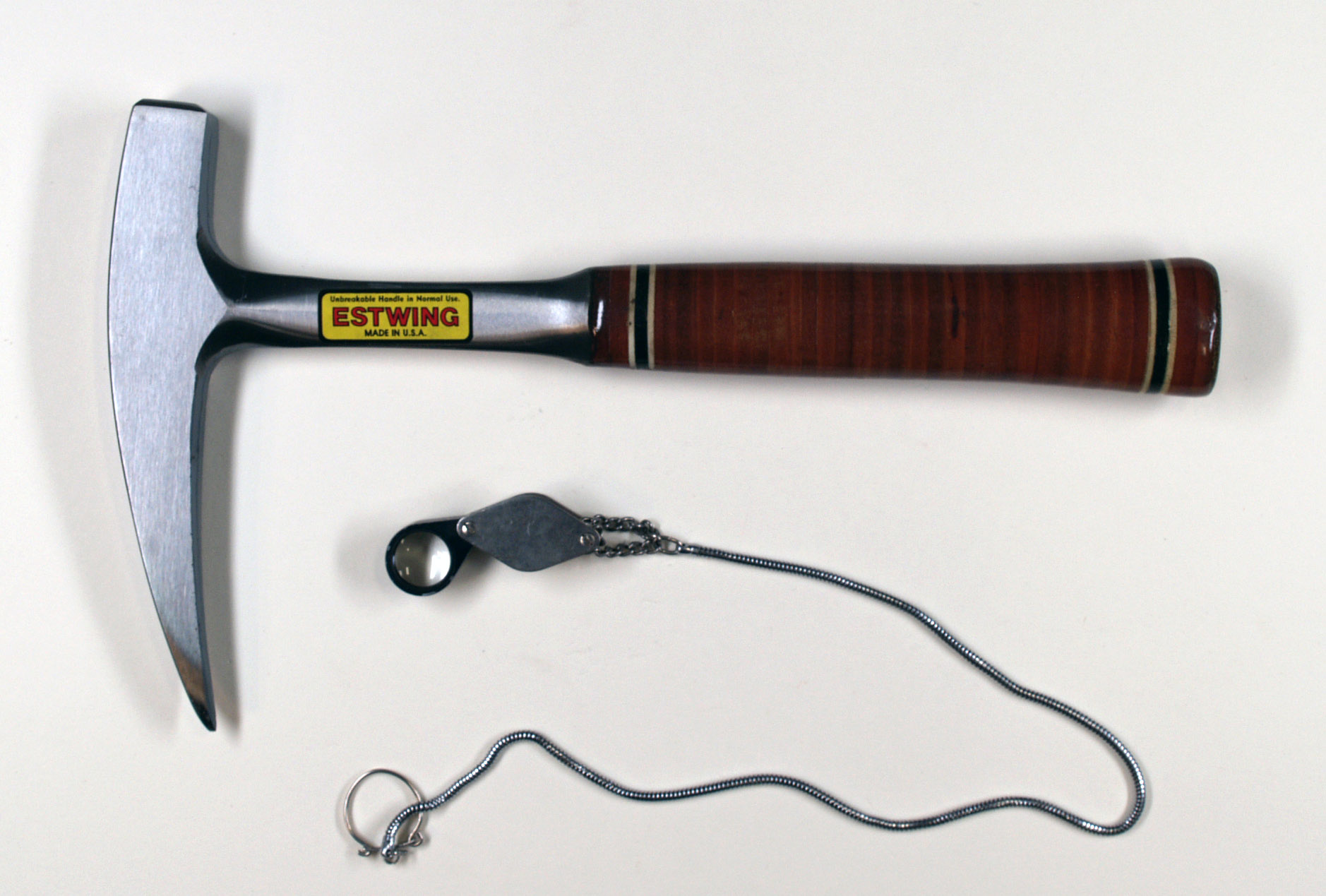
Eines d'un gos de roca: martell i lupa de geòleg

L'equip principal del geòleg aficionat és el martell de geòleg. Es tracta d'una petita eina amb un punt semblant a un pic en un extrem i un martell pla a l'altre. L'extrem del martell és per trencar roques, i l'extrem de la picada s'utilitza principalment per fer palanca i excavar a les esquerdes. L'extrem de la majoria dels martells de roca es pot apagar ràpidament si es colpeja sobre la roca nua. Els col·leccionistes de roques també poden portar un martell per trencar roques dures. Els bons llocs per mirar un col·leccionista són pedreres, talls de carreteres, turons i muntanyes rocosos i rierols.

## Legalitat
Hi ha moltes lleis diferents sobre la recollida de roques i minerals d'espais públics, per la qual cosa és recomanable llegir les lleis locals abans de la prospecció. La recollida de roques i minerals està prohibida a la majoria, si no a tots, dels parcs nacionals dels Estats Units.

## Recursos
Des de l'octubre de 2000, mindat.org ha estat un recurs important per als camps relacionats amb els minerals. El seu propòsit original era compartir informació sobre minerals, les seves propietats i on es troben. Avui en dia, és la base de dades pública més gran del món d'informació mineral suportada a tot el món per voluntaris que afegeixen i verifiquen nova informació diàriament.

## Camps relacionats
Els àvids col·leccionistes de roques solen utilitzar els seus exemplars per aprendre sobre pedres precioses, petrologia, mineralogia i geologia, així com habilitats en la identificació i classificació d'exemplars de roques, i preparar-los per a la seva exhibició. L'afició pot conduir de manera natural a projectes lapidaris, i també al tall, poliment i muntatge de pedres precioses i minerals. L'equip necessari per fer-ho inclou serres de roca i polidores. Moltes varietats de cristalls boniques es troben normalment en mostres molt petites que requereixen un bon microscopi per treballar i fotografiar l'exemplar. L'afició pot ser tan senzill com trobar roques boniques per a l'ampit de la finestra o convertir-se en una mostra detallada i completa de qualitat del museu.

## Col·leccionistes de minerals notables
- Johann Wolfgang von Goethe (1748–1832) va ser un autor alemany que era un científic aficionat hàbil amb un gran interès pels minerals. El mineral de ferro goethita porta el seu nom.[1]

- James Smithson (1765–1829) és conegut com el benefactor de la Smithsonian Institution a Washington DC. La Smithsonian alberga ara la millor col·lecció de minerals i gemmes del món.

- John Ruskin (1819–1900) va ser un anglès, assagista i crític d'art que es va interessar molt aviat pels minerals. Va ser autor d'un petit volum de deu conferències sobre mineralogia titulat "Ètica de la pols". Va donar nombrosos exemplars al Museu Britànic d'Història Natural, incloent el conegut rubí Edwardes i el diamant groc Colenso. Aquest diamant octaèdric tenia un total de 133 quirats i va estar exposat al museu durant 70 anys. L'any 1965 el diamant va ser robat i fins avui no s'ha recuperat mai.[6]

- George Frederick Kunz (1856–1932) va reunir nombroses col·leccions minerals importants al llarg de la seva vida, com ara una col·lecció de recerca per a Thomas Edison. També va reunir la col·lecció de gemmes Morgan-Tiffany que va anar al Museu Americà d'Història Natural. Va ser majoritàriament autodidacta pel que fa a la mineralogia i la gemologia, però les seves habilitats i coneixements li van portar a una posició com a expert en gemmes a Tiffany & Company als 23 anys. El 1903, la nova varietat descoberta d'espodumena, de color rosa violeta, va rebre el nom de kunzita en el seu honor després de la seva mort.[1][7]

- John Sinkankas (1915–2002) va ser un gemòleg, entusiasta dels lapidaris, micromuntador i autor. Va ser membre de la Mineralogical Society of America. El 1982, se li va concedir el "Distinguished Associate Award" del Gemological Institute of America.